# Шампионат Кариба 1983.
Шампионат Кариба 1983. је било четврто издање овог фудбалског турнира на репрезентативном нивоу који је организовала Карипска фудбалска унија а на њему је учествовало 14 репрезентација са Кариба, три више него у претходном издању.
Мартиник је био победник финалног турнита у Француској Гвајани и први пут освојио титулу, док је Тринидад и Тобаго, шампион претходног издања, био други. 

## Називи турнира
Фудбалски савез Кариба је ово такмичење организовало под именом Шампионат Кариба од 1978. до 1988. године, од 1989. до 1990. играно је под називом Карипско првенство, од 1991. до 1998. године променио је име и постао Шел Куп Кариба, издања из 1999. и 2001. звала су се Куп карипских нација, док се од 2005. до 2014. такмичење звало Дигисел Куп Кариба у издању за 2017. име је било Скошијабенк Куп Кариба. 

## Квалификације
Гвајана (земља домаћин) и Тринидад и Тобаго (носилац титуле) се аутоматски квалификују за финални део турнира.

### Група 1

#### Прво коло
| Барбадос | 1 : 0 | Суринам |
| -------- | ----- | ------- |
|          |       |         |

| Барбадос | 0 : 0 | Суринам |
| -------- | ----- | ------- |
|          |       |         |

Обе утакмице су одигране на Барбадосу због политичких немира у Суринаму 

#### Друго коло
| Барбадос | 1 : 1 | Гвајана |
| -------- | ----- | ------- |
|          |       |         |

| Гвајана | 2 : 0 | Барбадос |
| ------- | ----- | -------- |
|         |       |          |

### Група 2

#### Прво коло
| Сент Винсент и Гренадини | 1 : 3 | Мартиник |
| ------------------------ | ----- | -------- |
|                          |       |          |

Није познато да ли је реванш икада одигран.

#### Друго коло
Утакмица је одиграна, где је [[Фудбалска репрезентација Мартиника {{{altlink2}}}|Мартиник]]  играо против  Холандски Антили. Мартиник је победио резултат није познат.

### Група 3

#### Прво коло
| Гваделуп | 1 : 0 | Доминика |
| -------- | ----- | -------- |
|          |       |          |

| Доминика | 1 : 2 | Гваделуп |
| -------- | ----- | -------- |
|          |       |          |

#### Друго коло
| Гваделуп | 2 : 3 | Антигва и Барбуда |
| -------- | ----- | ----------------- |
|          |       |                   |

| Антигва и Барбуда | 3 : 3 | Гваделуп |
| ----------------- | ----- | -------- |
|                   |       |          |

### Група 4

#### Прво коло
Јамајка је ишла даље после повлачења Порторика 

#### Друго коло
Сент Китс и Невис је ишла даље после повлачења Јамајке

### Квалификациони плеј-оф
Победник сваке групе пласирао се у плеј-оф 
| Гвајана | 0 : 0 | Антигва и Барбуда |
| ------- | ----- | ----------------- |
|         |       |                   |

| Антигва и Барбуда | 4 : 0 | Гвајана |
| ----------------- | ----- | ------- |
|                   |       |         |

| [[Фудбалска репрезентација Мартиника {{{altlink2}}}\|Мартиник]] | 7 : 0 | Сент Китс и Невис |
| --------------------------------------------------------------- | ----- | ----------------- |
|                                                                 |       |                   |

| Сент Китс и Невис | 0 : 5 | Мартиник |
| ----------------- | ----- | -------- |
|                   |       |          |

- Мартиник, Антигва и Барбуда су се пласирали у финале
- Тринидад и Тобаго квалификован као носилац а Француска Гвајана се квалификовала као домаћин

## Финални турнир
Све утакмице су одигране у  Кајени, Француска Гвајана
| Репрезентација    | Ута | Поб | Нер | Изг | ГД | ГП | ГР | Бод |
| ----------------- | --- | --- | --- | --- | -- | -- | -- | --- |
| Мартиник          | 3   | 2   | 1   | 0   | 5  | 1  | +4 | 5   |
| Тринидад и Тобаго | 3   | 2   | 0   | 1   | 4  | 4  | 0  | 4   |
| Француска Гвајана | 3   | 1   | 1   | 1   | 1  | 1  | 0  | 3   |
| Антигва и Барбуда | 3   | 0   | 0   | 3   | 1  | 5  | -4 | 0   |

| [[Фудбалска репрезентација Мартиника {{{altlink2}}}\|Мартиник]] | 2 : 0 | Антигва и Барбуда |
| --------------------------------------------------------------- | ----- | ----------------- |
|                                                                 |       |                   |

| Тринидад и Тобаго | 1 : 0 | Француска Гвајана |
| ----------------- | ----- | ----------------- |
|                   |       |                   |

| [[Фудбалска репрезентација Мартиника {{{altlink2}}}\|Мартиник]] | 3 : 1 | Тринидад и Тобаго |
| --------------------------------------------------------------- | ----- | ----------------- |
|                                                                 |       |                   |

| Антигва и Барбуда | 0 : 1 | Француска Гвајана |
| ----------------- | ----- | ----------------- |
|                   |       |                   |

| Француска Гвајана | 0 : 0 | Мартиник |
| ----------------- | ----- | -------- |
|                   |       |          |

| Тринидад и Тобаго | 2 : 1 | Антигва и Барбуда |
| ----------------- | ----- | ----------------- |
|                   |       |                   |

| Најбољи играч | Победник Шампионата Кариба 1983. Мартиник 1° титула | Најбољи стрелац |